# Conanthera trimaculata
Conanthera trimaculata är en enhjärtbladig växtart som först beskrevs av David Don, och fick sitt nu gällande namn av Friedrich Carl Meigen. Conanthera trimaculata ingår i släktet Conanthera och familjen Tecophilaeaceae. Inga underarter finns listade i Catalogue of Life.

## Bildgalleri

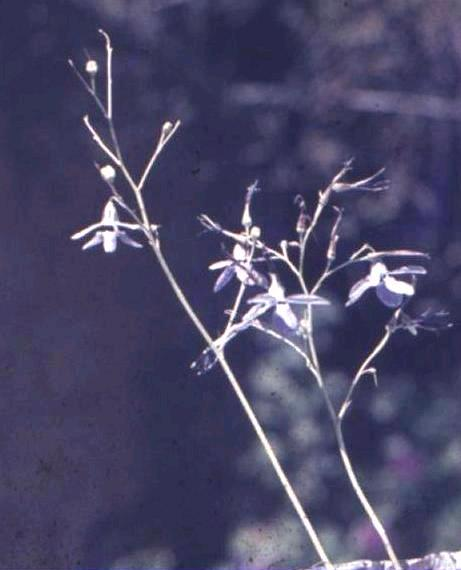
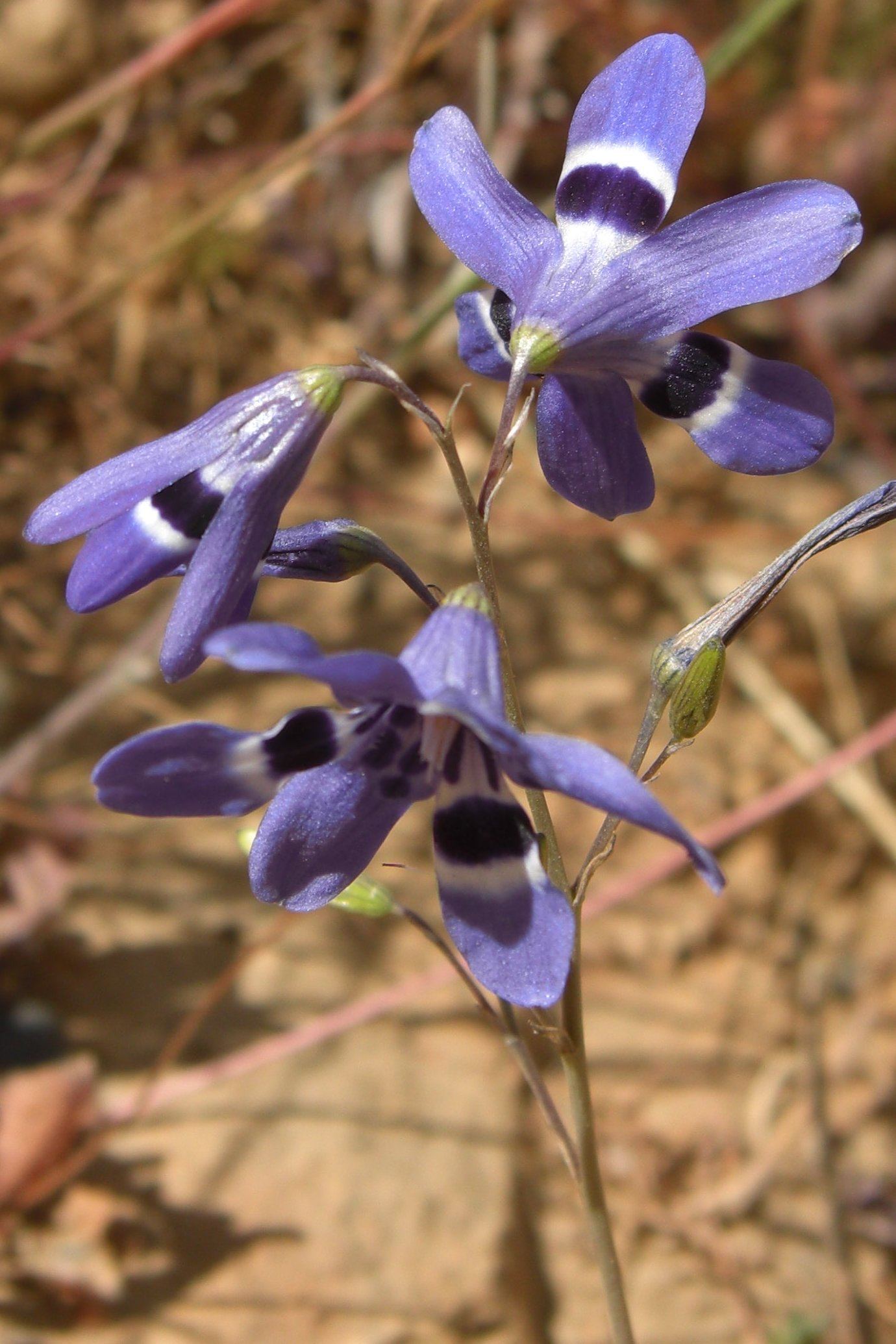
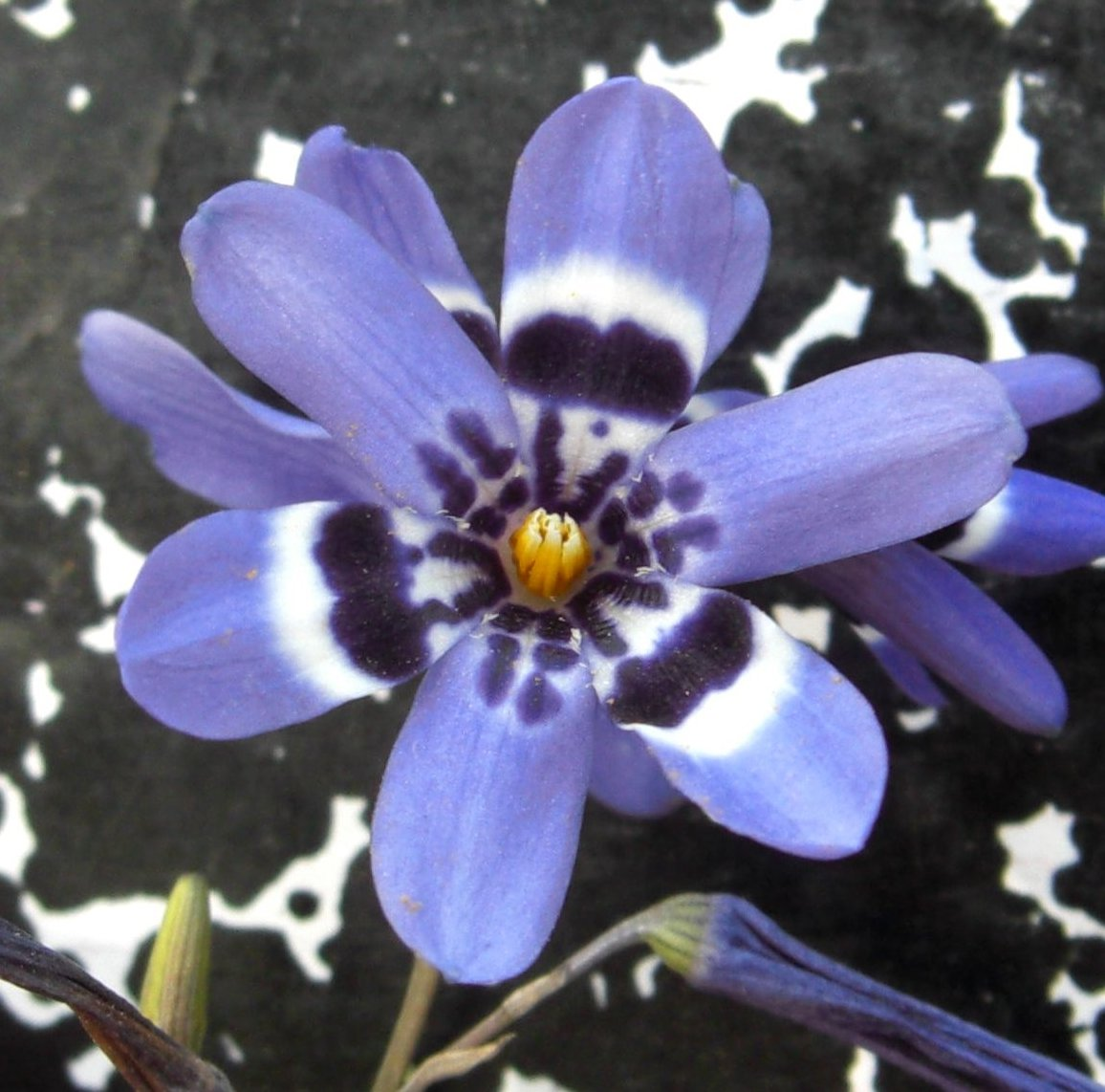